# Bethel, Vermont
Bethel är en kommun (town) i Windsor County i delstaten Vermont, USA. Vid folkräkningen år 2000 bodde 1 968 personer på orten. Den har enligt United States Census Bureau en area på totalt 117,7 km², varav 0,4 km² är vatten.  